# Елюй Яогу
Император Тай-цзун династии Ляо (кит. 遼太宗), 902—947, имя при рождении — Елю́й Яогу́, китайское имя — Дэгуан (кит. 德光) — второй император Киданьской империи (926—947).

## Вступление на трон
Дэгуан был вторым сыном Абаоцзи, основателя империи киданей. Хотя его отец хотел, чтобы трон унаследовал старший сын, вдовствующая императрица Интянь (киданьское имя Шулюй) предпочитала Дэгуана, так как считала, что он лучше соответствует идеалам степей, в отличие от старшего Туюя, любившего китайскую культуру. Вместе с этим, он пользовался популярностью среди дворянства киданей и много сделал для укрепления войска. Утверждалось, что его рождение, как и Абаоцзи, сопровождалось чудесными знамениями.
В 922 году назначен отцом главнокомандующим. В 920-х годах командовал частями киданьской армии в западном походе: его войска пересекли Гоби и захватили Иншань и Северо-восточный Ордос. Также участвовал в походе против бохайцев. Известие о смерти отца застало его, когда он подавлял восстания бохайских городов.
На похоронах Абаоцзи выяснилось, что точно неизвестно кто является наследником. Определённые круги киданьской знати желали видеть старшего Туюя, братья отца сами желали власти, ведь по киданьскому обычаю наследовали братья. Шулюй была за Яогу.
После смерти своего отца в 926 году Елюй Дэгуан занял императорский престол под тронным именем «Тай-цзун». Формально императрица-мать провела «выборы» императора, заставив киданьскую знать выбирать между Дэгуаном и Туюем. У Шулюй была личная армия, поэтому кидани послушно провозгласили Дэгуана. В конце 927 года Туюй зачитал официальное обращение в котором сообщил киданям, что отказывается от прав на престол в пользу Яогу. В тот же день Яогу был провозглашён Императором Тай-цзуном. Шулюй стала «вдовствующей императрицей».

### Казни киданьской знати
Его мать — императрица Шулюй, воспользовалась съездом киданьской знати и казнила многих старых вельмож Абаоцзи, под предлогом выражения почтения духу покойного императора. Около 300 киданей было убито на могиле Абаоцзы. Репрессии прекратились, когда императрице-матери напомнили, что по киданьскому обычаю жена должна следовать за каганом и в могилу. Шулюй отрубила себе руку и захоронила с Абаоцзи, после этого казни прекратились.

## Правление

### Первые годы (926—927 год)
926—927 годы ушли на формальности связанные с похоронами Абаоцзи, решением административных вопросов, приёму и отправки послов. Руководителем дворцового секретариата был назначен Хань Яньхуэй. Посол Поздней Тан Яо Кун, которого Абаоцзи арестовал, отпустили на родину и он уехал вместе с киданьским послом Асы Мэйгунэем. Узнав о смерти Абаоцзи и убийстве Ли Цюньсюя, Лу Вэньцзинь со 100 000 человек бежал из Циньхуандао, где он был вассальным киданям губернатором в Позднюю Тан, где он был помилован, а его люди освобождены от налогов на три года и расселены.
В 3-м месяце 927 года Баодинский цзедуши Ван Ду начал переговоры с Тай-цзуном по поводу перехода на киданьскую сторону вместе с округом Динчжоу. Танские войска ударили по Ван Ду, которого сочли открытым мятежником. Первыми на помощь Ван Ду прибыли татабы, которых он привлёк подарками их вождю Тунэю. Кидани выслали войска под командованием генералов Сидули и Тела. Войска Яньцю были разбиты под Динчжоу, где танский генерал Ван Яньцю применил упреждающий удар до того как кидани и Ван Ду смогли построиться. Поскольку натиск танских войск не уменьшался Тай-цзун был вынужден послать на помощь также генералов Нелигуня и Сала.
В 7-м месяце 927 года Ван Ду сообщил, что Тела убит, Нелигунь и Сала попали в плен. Кидани были разбиты наголову, остатки разбежавшихся воинов перебили местные жители. Император взял вину за провал похода на себя. Ван Ду и татабский вождь Тунэй погибли в 928 году. В конце года император отправил Тулюйбу с войсками против лесных племён угу. Этот поход завершился успешно. Большой поход против Поздней Тан, уже во главе с Тай-цзуном готовился на начало 928 года. Когда кидани готовы были вступись пришли сведения о том, что Тан согласна на мир. По совету военачальников император всё же выступил. На границе киданьские войска встретили танских послов, которые направлялись предложить мир. Решив, что поход сорван, Тай-цзун возвратился в столицу.

### УправлениеБохай—Дундань(927—928 год)
Недавно коронованный император Тай-цзун завоевал царство Пархэ (известный как Бохай по-китайски), закончил войну начатую его отцом в 906. На месте завоёванного Бохая было создано марионеточное государство Дундань. Через несколько месяцев начались восстания бохайцев в разный областях. После смерти Абаоцзи, восстания усилились, также обнаружился младший брат бывшего бохайского вана. Ёлюй Ючжи, бывший министром в Дундань, предложил, в 928 году, Тай-цзуну произвести массовые депортации бохайцев с тем, чтобы основная часть населения была сосредоточена в бассейне Ляохэ, а избыточное население переселено. После масштабных переселений на исторической территории Бохая осталось только 20 000 семейств жителей. Многие бохайцы были обращены в государственных или частных рабов, другие бежали в Корею. Столицей Дундани был провозглашён город Дунпин, ныне Ляоян, ставшей также Южной, а затем восточной столицей Ляо. Инициатором переноса столицы был Туюй.

### Подготовка к войне 929—934
Почти весь 929 год был посвящён административным мероприятиям, религиозным церемониям и охотам. Также лёгкие отряды киданьской конницы совершали набеги на угу. В 10-м месяце император отправил Елюя Лиху напасть на Юнчжунский округ в районе Датуна, которая считалась уже киданьским владением.
Весной 930 года пришло известие, что Лиху взял Хуайчжоу, ныне Шочжоу и в следующем месяце вернулся домой. Лиху был назначен наследником престола и главнокомандующем армии.
Опасность исходила также от Туюя — старшего брата Тай-цзуна, который по воле Абаоцзи был назначен ваном Дундани, с чем не желал мириться, поскольку мог рассчитывать на престол Ляо. Фактически Туюя, отличавшегося к тому же высоким интересом к китайской культуре и одарённого художника, было приказано охранять почётному караулу, фактически не спускавшему с него глаз. Летом 929 года он находился в Южной столице, писал стихи и предавался другим удовольствиям. Ли Сыюань послал ему тайную записку с текстом: «Приди!». Туюй находился под постоянным надзором слуг Яогу.
В 930 году Туюй сказал, что отправляется на охоту. Собрав 40 человек свиты он прибыл на берег, где его ждал танский корабль, присланный заранее. Он оставил брату стихотворное послание из которого следует, что на власть он не претендует, но жить так больше не может. На корабле он бежал вместе с женой, в Позднюю Тан, где сменил имя и фамилию, и жил в праздности, обласканный императором. Возможно лёгкость побега Туюя объясняется тем, что он был спланирован Яогу.
Император Тай-цзун использовал (или воспользовался его реальным побегом) побег Туюя. Кидани готовились с войной против Поздней Тан, управляемой династией шатоского происхождения, но благодаря умелому управлению Цунсюя и Сыюаня династия, хоть и не любимая китайским населением, держалась довольно крепко. ТаК, что Яогу предпочёл заниматься внутренними делами и ждать подходящего момента. Кидани и танцы несколько раз в год обменивались посольствами с поднесением даров.
В 932 году в честь Абаоцзи была возведена триумфальная арка, а чиновники были награждены подарками. Яогу отправил в Тан послов с требованием вернуть знатных пленныx, в их числе военачальника Шила (Жэла или Чала). Танцы отпустили только одного из пленных и кидани совершили набег на Хорингэр. Назначение Ши Цзинтана губернатором Хэдуна привело к переходу Чжан Яньчао, губернатора Юйчжоу на сторону киданей из-за политических разногласий с Ши.
В начале 933 году Елюй Лиху вместе с Сагэ был назначен командующим в походе против дансянов. Поход был успешен и Лиху был награждён, в его честь устроен пир. Спустя около 2 месяцев прибыл посол из Тан и потребовал от киданей прекратить войну с дансянами, на что Яогу издевательски ответил: «Прекратил войну с народом дансян!», имея в виду, что дансяны уже разгромлены и присылают дань. В конце года умерла мать Абаоцзи — великая вдовствующая императрица. Вскоре перемены случились в Тан: 15 декабря 933 года умер Ли Сыюнь, на престол был возведён его сын Ли Цунхоу позиции которого были не так крепки. Лиху отправился в Тан для совершения поминок.

### Разгром Поздней Тан (934—937)
В 4-м месяце 934 года Ли Цункэ, приёмный сын императора Мин-цзуна, сверг законного сына Мин-цзуна — Ли Цунхоу. Дэгуан заявил, что Туюй написал ему письмо с просьбой прислать киданьскую армию и покарать узурпатора. В государстве Тан начался разброд из-за столкновения соперничающих партий. Поход начался в 8-м месяце 934 года. За месяц киданьские войска прошли Юньчжоу. Кидани во главе с Дэгуаном взяли Датун и несколько городов на юго-западе от Датуна. В городе Линьцю, местные жители, уже не ожидая помощи от танских войск, сами вынесли киданям дань и были пощажены. В след за ними стали сдаваться и жители других городов. Дэгун был вынужден развернуть войско, когда узнал, что его жена тяжело болеет из-за очередных родов. Вскоре она умерла и Яогу тяжко горевал. Потеряв инициативу, кидани не решились снова нападать.
Киданям повезло, что против узурпатора восстал Ши Цзинтан — генерал-губернатор в Тайюань. Летом 935 года Ши Цзинтан занимал пост генерал-губернатора Шаньси и обладал значительной автономией от Цункэ. Гонец от Цункэ прибыл в ставку Ши — город Синьчжоу и стали раздавать солдатам летнюю одежду, многие при этом стали славить императора Цункэ. Цзинтан приказал казнить 36 самых крикливых в назидание войску. Цункэ в 936 году издал приказ о переводе Ши в другое губернаторство, тот отказался покидать пост. Цункэ объявил Ши мятежником, казнил попавшихся ему братьев, 4 сыновей Ши и отправил против него войско. Цзинтан, понимая, что в одиночку ему не справится с Ли Цункэ, отправил Тай-цзуну письмо с просьбой о помощи. Взамен он обещал киданям земли и признание вассальной (формально он признавал Тай-цзуна отцом) зависимости. Дэгуан решил, что лучшего момента выступить против Тан не представится, при этом он посоветовался с матерью — Шулюй. Дэгуан собрал 50 000 армию и отправился в поход. Войска следовали через ущелье Янъугу (Утайшань). Войдя в тайюаньскую область кидани встали на северном берегу реки Фэнь. Ши Цзинтан советовал помедлить со сражением хотя бы сутки. Но кидани уже столкнулись с войсками Гао Синчжоу и Фу Янцина. От Цзинтана на помощь был отправлен Лю Чжиюань Яогу приказал ударить 3000 лёгких кавалеристов, которые после атаки бросились в умышленное бегство. Корпус Чжана Цзинда и Ян Гуанюаня подоспел на помощь танским войскам и стал выстраиваться на правом фланге, но они ещё не успели сомкнуть ряду, когда по ним ударила киданьская армия. Основные танские силы, повернулись, чтобы спасти свой правый фланг, но другая часть киданьской армии ударила по ним, так что «защитить голову и хвост стало невозможно». Связь между пехотой и конницей в танских войсках прервалась. Правый фланг танских войск побежал и вся армия рассыпалась. Пленных было около 10 000. Цзинда смог укрепиться в лагере и отбить нападение Елюя Дилу. 1000 солдат сдались в плен Цзинтану и были казнены по совету Чжиюаня. Но вскоре кидани блокировали в лагере группировку танских войск. Осада танских войск со столицы Цзинтана — Цзиньяна (Тайюань) была снята и состоялась торжественная встреча Яогу и Цзинтана. При этом Цзинтана спросил Яогу о причинах столь ранней атаки киданей и получил ответ, что кидани ожидали встретить укрепления танских войск на своём пути и когда их не оказалось — воспользовались моментом. Цзинда всё ещё имел 50 000 воинов и 10 000 лошадей в лагере.
Цункэ считал армию не готовой к противостоянию коалиции киданей и Цзинтана и объявил дополнительный набор 2000 лошадей и 5000 воинов, что вызвало недовольство из-за растущих налогов. Советники рекомендовали воспользоваться династическими распрями среди киданей, но Цунке не пришёл к какому-либо решению. Воспользовавшись задержкой, Дэгуан в 10-м месяце провозгласил Цзинтана императором Цзинь. Следует обратить внимание, что кидани, первоначально возвели Цзинтана в титул Цзинь-вана, а не императора (хуанди). Цункэ, тем временем отправил Чжао Яньшоу с 20 000 в ущелье Туаньбогу, Фань Яньгуан занял Сиян с таким же войском, вскоре к нему присоединилось 10 000 воинов Чжао Дэцзюня из соседней области. Но танские войска не решались атаковать киданей на равнине у Тайюаня. Цункэ сам подошёл с 30 000 армией, но не видя возможности пробиться на помощь осаждённому лагерю Цзинда, упал духом. Яогу сделал официальное предложение Цзинтану: стать императором Китай и поддерживать союз с киданями. Особого выбора у Цзинтана не было и он согласился стать императоров. Пока длились сопровождавшие коронацию торжества, кидани отбивали нападения войск Тан, которые пришли в движение.
После 80 дней осады Цзинда окончилась провизия и фураж, но он заявил офицерам, что живым не сдастся и предложил обезглавить его. Офицеры отрубили ему голову и привезли Дэгуану, кидань очень хвалили стойкость Цзинда и велел похоронить его со всеми почестями. Елюй Иньдиши сообщил, что войско Дэцзюня, узнав о том, что лагерь сдался, обратилось в бегство, бросая доспехи и оружие. Лёгкая конница киданей под командованием Гао Моханя преследовала и истребляла бегущих. 10 000 воинов сдались в плен, Дэцзюнь также сдался.
Дорога на Лоян была открыта. Яогу наградил Цзинтана, «как отец сына» и сказал, что новоназначенному императору следует направиться в его столицу. Для охраны Цзинтану был выделен эскорт из 5000 киданей во главе с Дилиби, также они должны были следить, чтобы император не сбежал. Сам Дэгун заявил, что вернётся домой как только улягутся беспорядки. Подвергать основную армию опасности войны на незнакомых землях Яогу не хотел. Чжао Дэцзюня сдались киданям и попали в плен.
Туюй был убит в 937 году по приказу императора Ли Цункэ, ему было 37 лет. До этого император советовал ему покончить с собой, но тот колебался. Генералы Цункэ стали отправлять к Цзинтану письма с предложениями о сдаче. Киданьские всадники перекрыли дороги на запад от Лояна, чтобы предотвратить бегство. Ли Цункэ вместе с семьёй и ближайшими слугами удалился в башню в Лояне, там они покончили с собой и гвардейцы подожгли башню. Вскоре Цзинтан вступил в Лоян, киданей разместили в храме Тяньгунсы, китайских воинов вернули в лагеря. К тому времени Дэгуан уже двигался на север. В начале 937 года офицер У Луань в округе Датун запер ворота перед Дэгуном, показав, что население ненавидит киданей. Фань Яньгуан хотел перейти в прямое подданство киданям, но Дэгуан отказал.
Ляо получило (в форме дара) стратегически важную территорию, известную как Шестнадцать округов. Цзинтан провозгласил династию Поздняя Цзинь (936—947). Кидани также получали от Цзинтана многочисленные подарки и 300 000 отрезов щёлка в год.

### Мирное время (937—943)
В 937 году Яогу повернул армию на север. Весной было объявлено, что государство отныне должно именоваться Великое Ляо (кит. «Да Ляо»). Аппарат управления был расширен и дополнен китайскими чиновниками. Так Чжао Яньшоу был назначен председателем военного совета и начальника политических дел. Город Юньчжоу в лице губернатора Ша Яньсюаня перестегнул киданям когда их армия показалась неподалёку. Но чиновник У Луань поднял простой народ против киданей и запер ворота. Это разозлило Яогу. Попавший в плен Чжан Ли заявил, что многие китайцы готовы бежать на юг или погибнуть, но не стать подданными варваров-киденей. Тем не менее, император наказал палками переводчика Гао Танъина, который плохо обращался с Чжан Ли, а того наградил и привлёк на службу. В начале лета Яогу сделал временной столицей Кайфын. Вскоре прибыли послы от Ли Бяня, который, укрепившись на юге, планировал захват Китая и возрождение Тан (династия Южная Тан). Дэгуан принял красавиц в гарем и роскошные дары.
938 год начался со внутренних дел и налаживания отношений с «вассальным» Ши Цзинтаном. Киданьские военачальники находились при дворе Цзинь и наблюдали за поведением Цзинтана и выплатой «подарков»: 300 тыс. отрезов шёлка ежегодно, не считая разовых даров Яогу и почти всем высокопоставленным киданям. Дэгуан объявил амнистию и объявил новый год первым годом эры «хуэй тун», то есть «встреча и союз». Вскоре прибыл Чжао Ин из Цзинь и формально передал Ляо Шестнадцать округов вместе с картой страны. В Ючжоу была учреждена южная столица киданей.
В 939 году Дэгуан наказал палками двух чиновников циши за коррупцию. На их места были назначены два киданьских генерала, угодные народу. Виновных цыши расстреляли из луков.
В 940 году Дэгуан узнал, что подданные Цзинь недовольны облавными охотами киданей. Яогу велел сообщить Цзиньтану, что облавы нужны киданям, не для развлечения, а для тренировок воинов. В конце года Дэгуан издал указ предписывающий населению (неизвестно только ли китайскому) заниматься земледелием и изготовление тканей, также мужчинам предписывалось, при смерти супруги брать в жёны одну из её незамужних сестёр. Земли бывшего Тогона перешли к Ляо, население ненавидело киданей за жестокость и алчность и цзедуши Ань Чунжун увёл несколько тысяч юрт тогонцев в Цзинь. Яогу приказал выдать беглецов.
В 941 году Дэгуан приказал объединять одиноких и вдовых, если они не могут прокормиться, в одно хозяйство для совместной деятельности. Ань Чунжун, хотя и вернулся в Ляо, стал тайно убивать послов Яогу. Осмелев он задержал посла по имени Села и отправил лёгкую конницу в набег на Ючжоу (район Пекина). Он отправил письмо Ши Цзинтану c предложением начать совместную войну против киданей и обещая собрать 100 000 армию из туюхуней, тюрок, циби и других не-китайских племён. Цзинтану отверг это предложение. В этом году кидани совершили небольшой набег на дансянов. Также император приказал чиновникам вести журнал всей официальной деятельности, чтобы иметь возможность сравнивать текущие дела с делами Абаоцзи. Из Цзинь прислали дань в виде 200 лян золота, за возможность провести жертвоприношения. В середине года жители Шочжоу выгнали цзедуши Елюя Хуали и собирались вернуться в Цзинь. Яогу приказал осадить город. Амбань ведший осаду был убит, так что Дэгуан приказал истребить всё мужское население города, а 30 семей женщин и детей восставших отдать в рабство семье погибшего амбаня.
Новый год (942 года) был отмечен Дэгуаном: киданьские амбани и иноземные послы свозили в столицу дань, а Дэгуан тут же всё дарил своей жене, родственникам и чиновникам. Дэгуан издал приказ: «добиваться от людей частных добродетельных речей». Тогда в столицу приехал Елюй Хайсы. Он был одет в овчину и ехал на быке, вместо коня, а значит чрезвычайно беден и приходился родственником Императору. Он сказал, что приехал «порассуждать о делах» с Дэгуаном. Дэгуан собирался уехать на охоту, но Хайсы велел передать, что не будет ждать, тогда Дэгуан велел позвать бедного киданя. Поговорив с ним, Дэгуан позвал Елюй Аньдуаня, который давно служил Абаоцзи и Елюй Пудэ. Те поговорили с Хайсы и сообщили, что тот разбирается в делах лучше, чем они. Тогда Дэгуан приказал Хайсы оценить Аньдуаня и Пудэ и тот очень точно охарактеризовал их. Дэгуан развеселился и велел Хайсы заняться делами строительного министерства. Зная о его бедности, император одарил Хайсы, но тот все дары раздал родственникам и друзьям.
Ши Цзинтан умер 28 июля 942 года. Его приёмный сын Ши Чунгуй занял престол без утверждения Ляо и занял антикиданьскую позицию. Дэгуан не обращал особого внимания, устраивая молебны и раздачу еды буддийским монахам, поскольку его жена болела. Цзин Яньгуан возглавил правительство Цзинь и стал угрожать киданям. В письме Дэгуан обнаружил, что Цзинь больше не признаёт себя вассалом Ляо, но император Чунгуй называет, себя «внук» по отношению к Дэгуану. Посол (и торговый агент) киданей Цяо Жун был официально извещён, о позиции Цзинь: со смертью Цзинтана прекратились личные вассальные отношения, новый император обязан Дэгуану только морально. Кидани стали готовиться к войне. Кидани были готовы выставить 50 000 воинов под командованием Чжао Яньшоу, которому Яогу пообещал цзиньский престол. Цзиньцы обещали собрать 100 000 воинов, но в реальности располагали гораздо меньшими силами.

### Разгром Цзинь (943—946)
В 943 году Дэгуна поставили перед фактом, что Цзиньское правительство переезжает в Кайфын, подальше от киданей. Вероятно, кидани узнали от пойманного шпиона о воинственных планах Чунгуя. В самом конце 943/начале 944 года Дэгуан переехал в южную столицу, где были собраны 4 армии, под командованием: Чжао Яньшоу, Чжао Яньчжао, Елюй Аньдуаня, Цзели.
Кидани вошли в Хэбэй в 944 году. Первым шёл 50-тысячный корпус Яньшоу, который подошёл к Бэйчжоу (Цинхэ (Синтай)). Аньдуань осадил Синьчжоу и Дайчжоу. Бэйчжоу был взят без осады благодаря измене Шао Кэ, сообщившему киданям об огромных запасах продовольствия, собранных в Бэйчжоу. Комендант города У Луань сжёг осадные машины киданей у северных ворот, но Шао Кэ открыл южные. Город был безжалостно разграблен. Яньшоу был назначен Вэй-ваном. Чжань Яньцзэ с цзиньскими войсками подоспел на помощь, но не решался атаковать. Дэгуан предложил мирные переговоры, на условиях передачи ему всех земель на север от Хуанхэ. Цзиньский император направился в Чаньчжоу. Яогу же остановился у города Юаньчэн, другие киданьские полководцы атаковали Тайюань. Цзиньские войска решили обороняться у Лияна в Хэбэе. Яогу отказался от переговоров. Вскоре свои ворота перед киданями открыл город Ляочэн, правитель которого Чжоу Жу сдался киданям. Он показал Мада удобное место переправы через Хуанхэ. Мада переправился у Мацзякоу и атаковал Дунпин. Киданьский план состоял в соединении сил с Ян Гуаньюнем, восставшим в Шаньдуне.
Между тем во 2-м месяце 944 года уже 4 цзиньские армии по 10 000 человек выдвинулись на встречу киданям. У города Цичэн (ныне Пуян) цзиньцы впервые сняли киданьскую осаду. Киданьский амбань Мада велел 10 000 своих пехотинцев стать лагерем и укрепиться, а 10 000 кавалерии охранять их пока они окапываются. Ли Шоучжэнь разбил киданей, когда основная часть киданьской армии готовилась к переправе, а войска Мада ещё не успели укрепиться. Дэгуан планировал поймать Цзиньские войска в засаду у Дуньцю, когда они погонятся за отступающими киданями. Начались сильные дожди и Дэгуан уже думал повернуть армию, но Яньшоу убедил его, что из за разлива рек цзиньские войска также зажаты и уязвимы для внезапной атаки.
Дэгун приказал Яньшоу и Яньчжао атаковать правый фланг группировки Гао Синчжоу , которая стола у Пуяна. Сам Дэгуан атаковал бы его слева. До вечера войска Дэгуна пытались пробить левый фланг. Цзиньские войска отражали атаки отборной ляоской конницы стрельбой из арбалетов. и после ударили по центру, тогда Синчжоу дрогнул. Узнав от шпиона, что часть цзиньских войск прижата у реки и плохо защищена частоколом, Дэгуан ударил по ним. Те сразу побежали, в начавшийся панике цзиньское войско распалось и было разгромлено киданями. Тем не менее, основная часть цзиньских войск императорского корпуса оставалась целой и была готова отразить киданей. Дэгуан решил отступать на север, собрав и угнав всё что сможет. Яньшоу закрепился в Бэйчжоу. Кидани стали собирать население для угона на север.
В 4-м месяце Дэгуан вернулся в Пекин. В 5-м месяце пришло известие о взятии Мада Дэчжоу. В 7-м месяце цзиньцы попросили мира, но были отвергнуты. Наступление цзиньских войск в районе Фэйху было остановлено Елюем Куно. В 9-м месяце киданьские войска были разбиты Бай Вэнькэ у Цэлифэна. Мятеж Ян Гуаньюня в Шаньдуне был подавлен в конце года по китайскому летоисчислению, так что кидани потеряли хорошую возможность соединиться с ним.
Отдохнув на севере (в Верхней столице) до конца года, Яогу снова собрал армию и выступил в Губэйкоу, где охотился и производил смотр войск. Наступление на юг было решено вести в районе Чжэндина.
В начале 845 года Дэгуан разделил армию на три части и атаковал Синчжоу, Минчжоу, Цычжоу. На этот раз кидани были жестоки и уничтожили население этих городов. Анекдот, приведённый Е Лен-ли рассказывает, что Дэгуан приказа сжечь тутовое дерево, которое напомнило ему о шёлковых халатах китайских чиновников. Авангард цзиньских войск в 1000 всадников разузнал о продвижении нескольких десятков тысяч киданей. Хуан Фуюй и Мужун Янчао, возглавлявшие цзиньскую армию, сражались с киданями в районе Линьчжана. Не одна из сторон не могла одержать победу, хотя бои были очень упорными. В конце концов войска под командованием Ань Шэньци форсировала реку и ударила по киданям сбоку. Кидани стали отступать. Дэгуан также стал отступать, хотя количественно кидани имели значительный перевес.
В следующем месяце армия под командованием Ду Вэя ударила по войскам Яогу и начала освобождать захваченные киданями города. Чжао Яньшоу подошёл Цичжоу. Он отправил худших воинов перегонять скот в пределах видимости стражей города. Правитель города Шэнь Бинь постлал всадников отбить скот, но они тут же попали в киданьскую засаду. Оставшийся без войска город был взят киданями на следующий день.
В бою у города Тайчжоу Чжао Яньшоу разгромил войска Ду Вэя и стали преследовать их, уничтожая. Ду Вэй и Ли Шоучжэнь построили выжившую пехоту у Янчэна в глубокое каре или фалангой. Кидани безрезультатно атаковали 20 раз. Таким образом цзиньские войска отступали, но у деревни Баньтуань Яогу с основной армией окружил их. Цзиньцы спешно встали лагерем и установили частокол. Ночью Дэгуан принял следующие решение: спешить войска, выдернуть колья, вооружится коротким оружием (мечи, кинжалы, булавы). Утром подул сильный ветер. Кидани подожгли лагерь с наветренной стороны и начали наступать в пешем строю. Цзиньские воины принудили своих генералов действовать, решив, что лучше погибнуть сражаясь с киданями, чем сгореть в лагере. Чжан Яньцзэ, Яо Юаньфу, Хуан Фуюй и другие смогли отбросить киданей на несколько сотен шагов. Ветер усилился и из-за дыма стало темно. В суматохе Фу Яньцин смог вывести из лагеря 10 000 кавалеристов и ударить во фланг киданей. Когда цзиньская пехота также ринулась в атаку, кидани, не привыкшие к пешему бою, побежали. Дэгуан находился под реальной угрозой гибели. Сначала он отступал в своей императорской колеснице, но через 10 ли пересел на одного вьючного верблюда и так спасся бегством. Цзиньцы встали у города Динчжоу. Это было тяжелейшее поражение Ляо, но, как выяснилось, кидани смогли восстановить силы быстрее, чем рассчитывали их соперники.
Наступление цзиньцев в областях Гао и Ян было остановлено поселившимися там киданями. Яогу вернулся в южную столицу (Пекин) и сначала наказал палками тех командиров, что избегали боя, а затем наградил тех кто честно выполнял свой долг. В начале осени к Дэгуану прибыл посол Мэн Шоучжун и привёз предложение мира, но кидань отверг его. Яогу вернулся в Верхнюю столицу в начале зимы.
Следующий, 946 был использован для подготовки новой армии. В 9-м месяце, в день «чёрного дракона» Дэгуан устроил смотр войск. Яньшоу, который выдвинулся раньше, разбил Чжан Яньцзэ у Динчжоу через несколько дней. В конце 946/начале 947 года кидани осадили Чжэндин. Киданьская разведка вовремя сообщила и приближении цзиньских войск и Дэгуан приказал отборным войскам разрушить все понтонные мосты. Цзиньцы повернули стали выжидать. У Инчжоу цзиньские войска Лян Ханчжана встретили киданей, которые двигались двумя колонами с Динянем и Гао Моханем во главе. Цзиньцы решили атаковать, но были полностью разбиты. Тогда Ду Вэй решил занять мост Чжундуцяо и не давать киданям возможности переправиться. Это помогло — кидани никак не могла пробиться или переправиться и сторонники мира стали уговаривать Яогу смириться с поражением. Яньшоу с пехотой и Гао Яньвэнь с конницей смогли пробить цзиньский строй и кидани переправились. При паническом бегстве было убито несколько десятков тысяч цзиньских войск, включая некоторых командиров. Ду Вэй решил разместить оставшиеся войско по городам. Цзедуши Ли Инь перешёл на сторону киданей вмести с войском и населением. Теперь кидани стали чувствовать себя уверенней и начали занимать переправы, брать в окружения цзиньские гарнизоны, отправлять разъезды для сбора фуража и разрезания цзиньских коммуникаций.
В конце 946 года Ду Вэй, Чжан Яньцзэ, Ли Шоучжэнь перешли на сторону киданей с 200 000 солдат у города Шицзячжуан. Оставив 1000 всадников в Вэйчжоу, Дэгуан поспешил на юг, рассчитывая на скорую сдачу Ши Чунгуя. В городе Бяньлян амбань Сели привёз Чунгую приказ Дэгуана о сдаче, тот принял его на коленях и фактически сдался. Сан Вэйхань, главный советник, проводивший антикиданьскую политику, был арестован и вскоре убит. Чжан Яньцзэ арестовал бывшего императора. Столица Цзинь — Кайфын был захвачен. У ворот Фэнцзюмынь Чунгуй хотел встретиться с Дэгуаном, но тот отказался от встречи и приказал увезти бывшего императора в храм Фэньчансы. Почти всё цзиньские чиновники были помилованы и получили назад свои должности. В Кайфыне Елюй Яогу приказал казнить Чжан Яньцзэ за то что он арестовал императора Цзинь без приказа Яогу, казнил Сан Вэйханя и многих других чиновников и распустил своих солдат так, что они разграбили город. Яньцзэ был обезглавлен, а его тело родственники убитых им людей разорвали на части и съели. Выдающийся учёный Чжан Ли ходатайствовал перед Дэгуаном о назначении нового правительства из местных и вывода киданьских войск, часть которых усиленно занималась грабежом, но Яогу отказал, считая необходимым поймать многих сторонников павшей династии. Сам Чунгуй был сослан в бохайские земли.
Во втором лунном месяце Яогу объявил, что отныне государство Кидань официально называется «Великое Ляо» или «Да Ляо» (大遼, название не прижилось и государство именовали просто «Ляо») и начало эры «Великая гармония» (大同, Датун). Яньшоу был объявлен да-чэнсяном, то есть премьер-министром и фактически наместником новоприобретённых земель. Империю пополнило свыше 1 млн оседлых жителей. Яньшоу сразу предложил Яогу утвердить бюджет государства и назначить довольство киданьской армии, но Яогу ответил, что это не принято в Ляо и отправил воинов «косить траву и хлеб», то есть грабить местное население. Несколько сот ли вокруг столицы было полностью разграблено, тех кто сопротивлялся убивали. Потом Яогу объявил о полной конфискации имущества население столицы и других областей, поскольку ему предстояло наградить 300 000 воинов, а в казне не было денег. Но в этот раз Яогу стал собирать сокровища только для себя так что воины стали роптать, к тому же не всем нравились новые назначения императора. На впавших в анархию земли собрались разбойничьи шайки, постепенно сбивавшиеся в целые армии.

## Возвещение на север и смерть (947)
Лю Чжиюань, один из цзедуши, послал Дэгуану удивительной красоты шёлковую материю и коней, но сам не являлся. Дэгуан понял, что тот просто выжидает момента, когда можно будет сбросить киданьскую власть. Тот действительно собирался восстать против Ляо, но ждал момента когда кидани станут отходить на север. В 3-м месяце 947 года он объявил себя императором династии Поздняя Хань (947—950). Многие китайские военачальники стали переходить к нему. В начале 4-го месяца Дэгуан приказал стащить в столицу всё, что только можно увезти ценного, согнать людей, включая дворцовых служанок, чиновников, монахов и ремесленников. Он оставил некоторых для усмирения «восстания» и собрал кортеж для возвращения на север, под предлогом «летней жары».
Кидани заметили неблагоприятные знамения, включая падающую звезду над ханским штандартом. На переправе в районе Сюньсянь Яогу обратился к советникам и сказал, что раскаивается в роспуске войска для грабежа, конфискациях и создании безвластия на присоединённых землях. В апреле 947 года Тай-цзун заболел. Он умер 18 мая, в городе Луаньчэн, находясь на пути в столицу.
Кидани не имели чёткой структуры передачи власти. До Абаоцзи власть переходила от брата к брату. По китайским законам власть должна переходить старшему сыну старшей жены. Сам Дэгуан получил власть в результате «выборов», будучи утверждён в качестве наследника при живом отце. Началась борьба за власть.